# Werkdruckpapier
Werkdruckpapier ist ein maschinenglattes, holzfreies oder leicht holzhaltiges Druckpapier, das mit Zugabe von Füllstoff auf höchstmögliches Volumen gearbeitet ist. Sein Gewicht (Quadratmetergewicht, heute: flächenbezogene Masse) beträgt in der Regel 80 bis 90 g/m².
Bei der Buchherstellung wird es üblicherweise für klassische Schwarzweiß-Bücher in der Belletristik und  für Sachbücher verwendet. Werkdruckpapiere werden in verschiedenen Farbtönen und Oberflächenqualitäten erzeugt. Diese höhervolumigen Papiere lassen sich weniger gefällig blättern, sie sind eher sperrig.
Werkdruckpapiere unterscheiden sich von Kunstdruckpapier vor allem durch ein höheres Volumen (Blattdicke) bei gleichem Blattgewicht. Darüber hinaus handelt es sich beim Kunstdruck- oder Bilderdruckpapier um ein gestrichenes Papier, bei dem auf das Papier eine Schicht aus Leimstoffen und mineralischen Erden aufgebracht wird – diese Schicht fehlt beim Werkdruckpapier. Werkdruckpapier hat deshalb eine leichte bis ausgeprägte Oberflächenrauigkeit. Sicht- und spürbar bleibt somit die Struktur des in der Papiermaschine verwendeten Siebes.
Ist für ein Buch die originalgetreue Wiedergabe von Fotos und Gemälden im Vierfarbdruck notwendig, wird zumeist kein Werkdruckpapier, sondern gestrichenes Papier verwendet.